# HD 2471
HD2471 є подвійною зорею, що знаходиться  у сузір'ї Андромеда.
Дана подвійна система має видиму зоряну величину
в смузі V приблизно 9.0.

## Подвійна зоря
Головна зоря цієї системи належить до хімічно пекулярних зір й
має спектральний клас A7.
Інша компонента має  спектральний клас F0.